# Antje Gleichfeld
Antje Gleichfeld-Braasch (Hamburg, 31 maart 1938) is een voormalige atlete uit Duitsland, die zich had gespecialiseerd in de lange sprint en de middellange afstand. Zij nam tweemaal deel aan de Olympische Spelen en wist bij beide gelegenheden de finale te bereiken, maar veroverde geen medaille. Zij behaalde veertien individuele nationale titels.

## Biografie

### Jeugd
Antje Gleichfeld, voor haar huwelijk Antje Braasch geheten, komt uit een gezin waarvan de vader in de Tweede Wereldoorlog was gesneuveld. Samen met haar twee broers groeide zij op in de wijk Hamburg-Wellingsbüttel, waar zij al op haar zesde begon te sporten. Op haar twaalfde werd zij lid van TSV Sasel, waar zij handbal speelde. Pas vier jaar later stapte zij over op de atletiek en werd lid van TuS Alstertal, na een fusie met SC Langenhorn in 2002 voortaan SC Alstertal-Langenhorn geheten. Ze zou daar tot aan het eind van haar atletiek carrière lid van blijven.

### Olympisch debuut
Haar eerste successen boekte Braasch als B-junior met enkele lokale titels op de 200 m en de 800 m. Als senior veroverde zij haar eerste nationale titel op de 400 m in 1958. Het was nog haar enige titel toen zij in 1960 werd uitgezonden naar de Olympische Spelen in Rome, waar zij uitkwam op de 800 m. Daar werd zij als lid van het Duitse Eenheidsteam in slagvolgorde achter haar ploeggenotes Ursula Donath en Vera Kummerfeldt vijfde in een race die door de Russin Ljoedmila Sjevtsova werd gewonnen in een tijd van 2.04,3, wat een evenaring was van het wereldrecord dat zij zelf enkele maanden eerder had gevestigd.

### Olympische herhaling
Vier jaar later, inmiddels drievoudig West-Duits kampioene op die afstand, nam Gleichfeld-Braasch op de Olympische Spelen in Tokio opnieuw deel aan de 800 m en weer werd zij vijfde. Ook nu kwam er een wereldrecord aan te pas, want het was dit keer de Britse Ann Packer, die er met het olympisch goud vandoor ging in 2.01,1, een verbetering van het bestaande record met een tiende seconde. Gleichfeld was in de finale nu de enige vertegenwoordigster van het Duitse Eenheidsteam en finishte in 2.03,9.

### Wereldrecords
Gleichfeld bezat driemaal een wereldrecord: in 1965 op de 800 m indoor liep ze 2.07,1. In 1969 liep ze met een estafette-team 3.33,9 op de 4 × 400 m estafette en in 1969 liep ze op de 3 x 800 m estafette met haar teamgenotes een tijd van 6.21,0.

### Privé
Gleichfeld was getrouwd met middellangeafstandsloper Detlev Gleichfeld. Na haar actieve sportcarrière was ze sportlerares op school.

## Titels
- Universitair kampioene 800 m - 1961
- West-Duits kampioene 400 m - 1958, 1965
- West-Duits kampioene 800 m - 1961, 1963, 1964, 1965, 1966
- West-Duits kampioene veldlopen - 1962, 1964, 1965, 1966
- West-Duits indoorkampioene 800 m - 1962, 1965

## Persoonlijk record
| Onderdeel | Prestatie | Datum            | Plaats    |
| --------- | --------- | ---------------- | --------- |
| 800 m     | 2.03,7    | 3 september 1966 | Boedapest |

## Palmares

### 400 m
- 1958:  West-Duitse kamp. - 57,1 s
- 1965:  West-Duitse kamp. - 56,1 s

### 800 m
- 1960: 5e OS - 2.06,5
- 1961:  West-Duitse kamp. - 2.12,6
- 1961:  Universiade in Sofia - 2.07,76
- 1962:  West-Duitse indoorkamp. - ?
- 1963:  West-Duitse kamp. - 2.07,1
- 1963:  Universiade in Porte Alegre - 2.08,2
- 1964:  West-Duitse kamp. - 2.07,4
- 1964: 5e OS - 2.03,9
- 1965:  West-Duitse indoorkamp. - 2.10,4
- 1965:  West-Duitse kamp. - 2.11,4
- 1963:  Universiade in Boedapest - 2.06,6
- 1966:  West-Duitse kamp. - 2.05,6
- 1966:  EK in Boedapest - 2.03,7

### 4 x 400 m
- 1969:  EK te Athene - 3.32,7